# Jakob Lenk von Wolfsberg

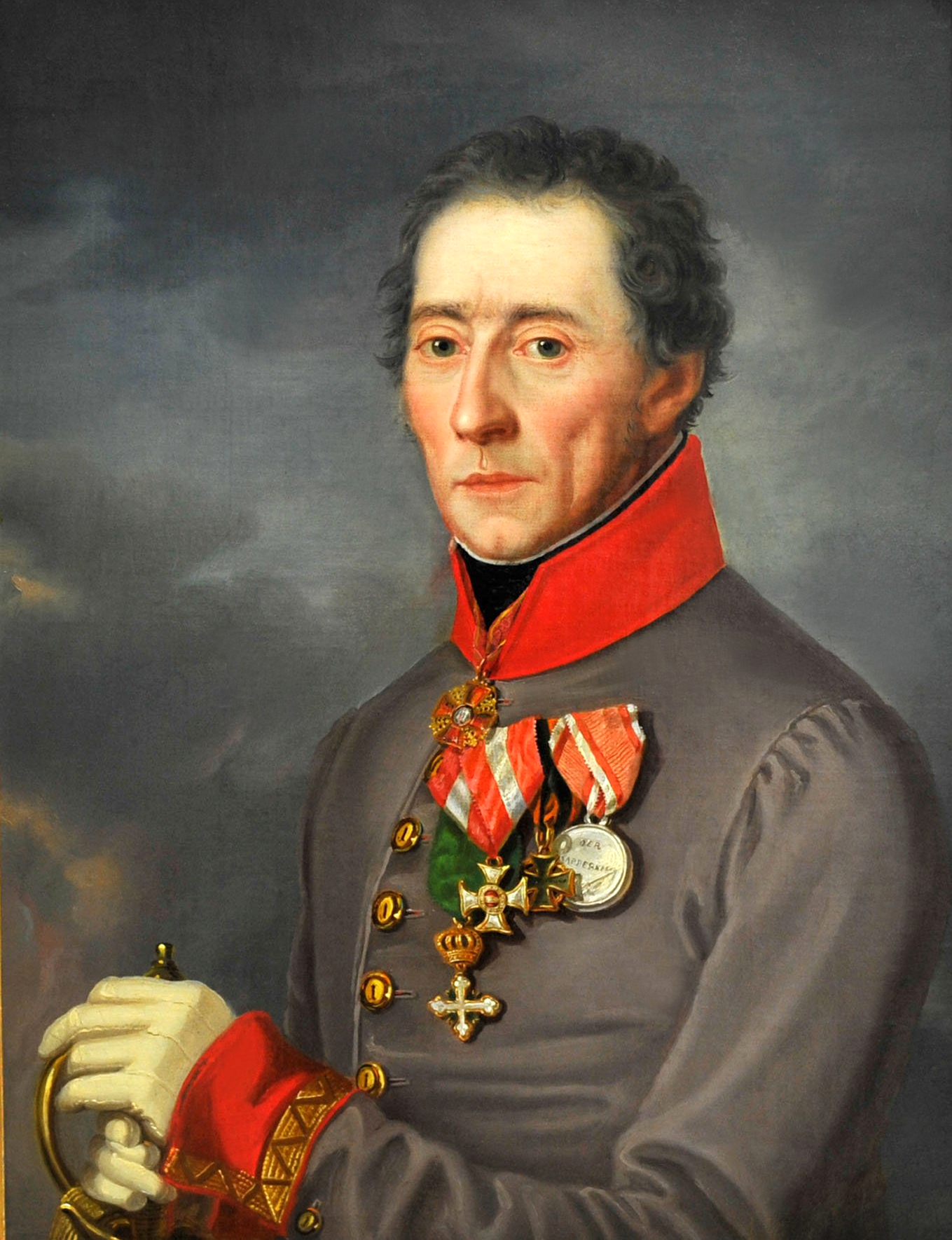
Philipp Lenk von Wolfsberg

Freiherr Philipp Jakob Lenk von Wolfsberg (* 15. November 1766 in Platz an der Naser; † 29. Juni 1837 in Budweis) war ein österreichischer Offizier in den Napoleonischen Kriegen, Ritter des Militär-Maria-Theresia-Ordens, Kommandeur des 1. k.k. Artillerie-Regiments und Mitglied der Familie Lenk von Wolfsberg.

## Biographie

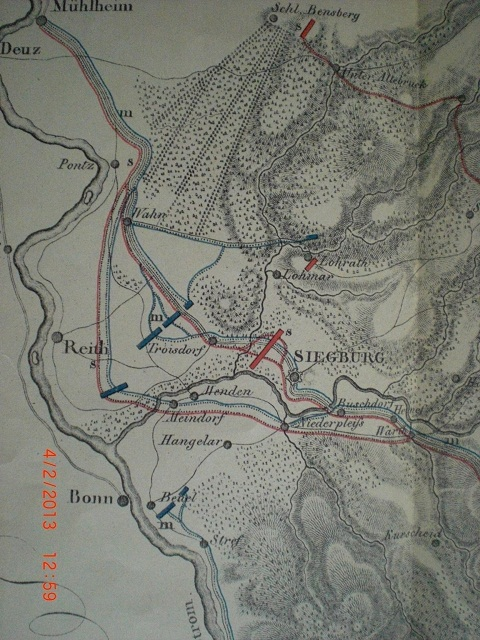
Schlacht bei Siegburg 1796

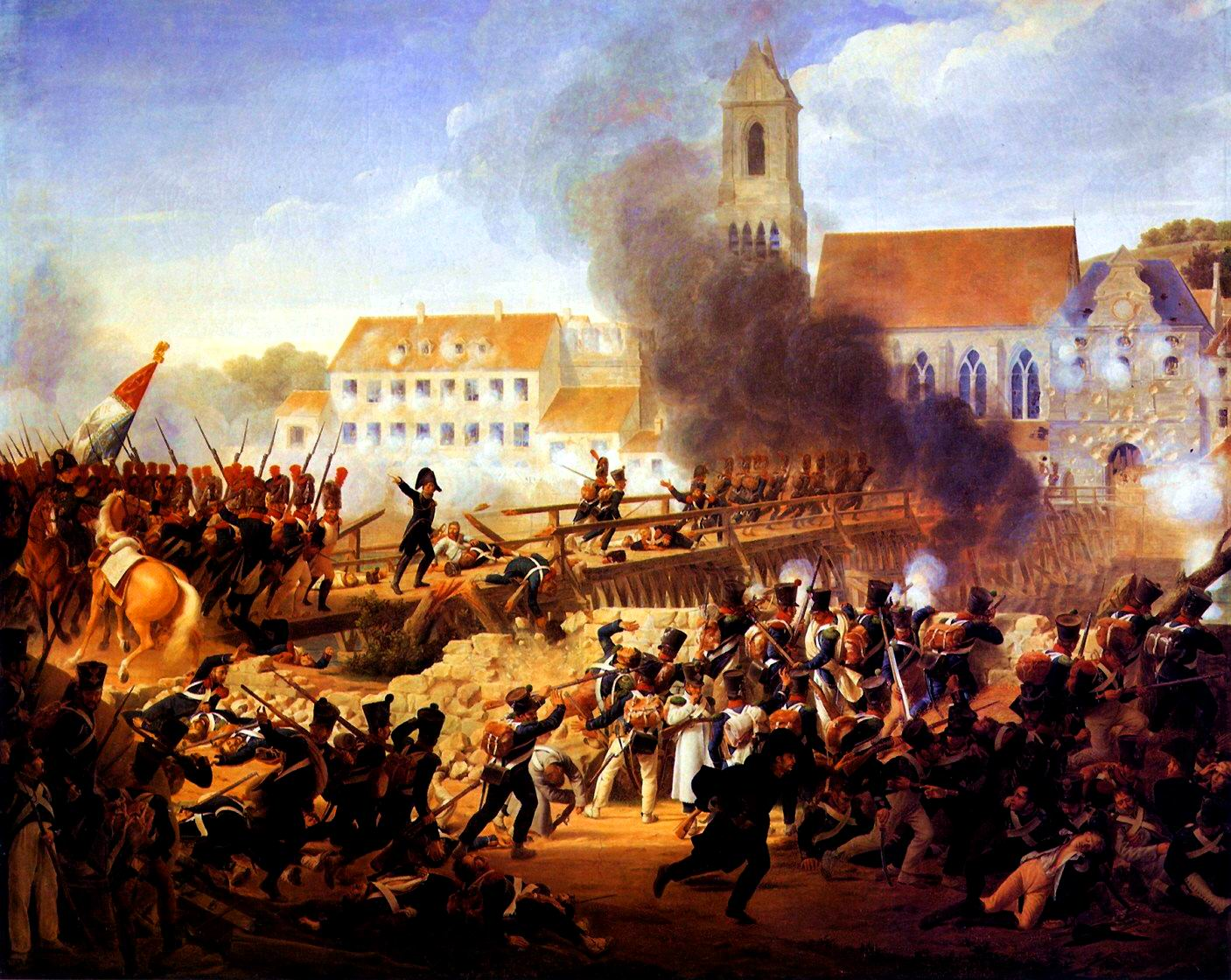
Schlacht von Landshut 1809

Obwohl sein erster Name Philipp ist, ist er meist unter seinem Zweitnamen Jakob bekannt. Sein Vater war Joseph Lenk von Wolfsberg. Seine Karriere begann 1780 als 13-jähriger Tambour und endete als k.k. Oberst und Kommandeur des 1. k.k. Artillerie-Regiments mit seinem Tod 1837.
Er nahm an zahlreichen Schlachten teil, in Holland 1783, gegen die Türken 1788 und 1790, erneut in den Niederlanden, in Frankreich und am Rhein 1792–1796, in Italien 1799–1800, in den napoleonischen Kriegen 1805 sowie 1809 bei Aspern und Wagram und 1813, 1814 bei der großen Armee, u. a. der Völkerschlacht bei Leipzig, gegen Piemont 1815. Dabei konnte er stets die Lage für die k. k. Armee positiv beeinflussen.
Als junger Feuerwerker verhinderte er 1796, die Überquerung der Sieg bei Siegburg durch den Feind und wurde dafür mit der silbernen Tapferkeitsmedaille ausgezeichnet.
1809, an der Donau, sollte der Brigade Hohenfels der Rückzug von Landshut nach Altötting verhindert werden. Daraufhin postierte Lenk seine Geschütze so perfekt, dass er mit seinem Feuer die Gegner in die Flucht schlug. Für diese Tat wurde er im Kapitel des Jahres 1810 mit dem Ritterkreuz des Militär-Maria-Theresia-Ordens dekoriert.
Am 21. Mai des gleichen Jahres, in der Schlacht bei Aspern, bewährte er sich erneut. Beim Angriff von Hirschhausen gegen Aspern nötigte er mit zwei Batterien die Franzosen zum Rückzug. Nachdem sich diese abends wieder in Aspern eingenistet hatten, ließ er, ohne Befehl, eine sechspfündige Kanone ans Ende des Dorfes transportieren und beschoss die Feinde derart, dass sie erneut abzogen. Noch auf dem Feld wurde er vom Generalissimus zum Oberleutnant befördert. Weiters half er in der Schlacht bei Wagram beim Rückzug der Armee.
Nicht minder zeichnete er sich 1813 in der Völkerschlacht bei Leipzig aus. Zuerst verhinderte er mit seiner Kavallerie-Batterie das Vorrücken der Franzosen von Dresden nach Leipzig, wo er sie zurück über die Flöha, einem Nebenfluss der Zschopau, trieb, ihnen schwere Verluste zufügend und so der eigenen Infanterie den Weg ebnend. Später zeichnete er sich bei Liebertwolkwitz, Holzhausen, Fuchsheim und dem „großen Schlachtentag“ aus, woraufhin ihn Kavalleriegeneral Graf Johann von Klenau unter den Helden des Tages nannte.
Schließlich stand Lenk 1815 als Hauptmann in der Armee im Piemont und erhielt für die mustergültige Übergabe der Zitadelle von Turin, nachdem er dort sämtliches bewegliches Kriegsgerät in Sicherheit gebracht hatte, vom König den Sardinischen Ritterorden der hl. Mauritius und Lazarus.
Am 10. Juli 1829 (Diplom vom 20. September des Jahres) wurde Major Philipp Jakob Lenk von Wolfsberg laut Allerhöchster Entschließung von Kaiser Franz I. zu Wien der Freiherrenstand verliehen.
In der Prager Zeitung erschien dazu folgendes Kommunique: „Seine k. k. Majestät haben den Major im Bombardier-Korps und Marien-Theresien-Ordens-Ritter Jakob Lenk von Wolfsberg in Rücksicht seiner vieljährigen und ausgezeichneten Militär-Dienstleistungen den Freiherrnstand des österreichischen Kaiserstaates allergnädigst taxfrei zu verleihen geruhet.“
1832 rückte Lenk zum Oberstleutnant, 1835 zum Oberst und Inhaber des I. k.k. Artillerieregiments.
Er wurde auf dem Militärfriedhof nächst dem Strahower Tor zu Prag beerdigt.

## Auszeichnungen

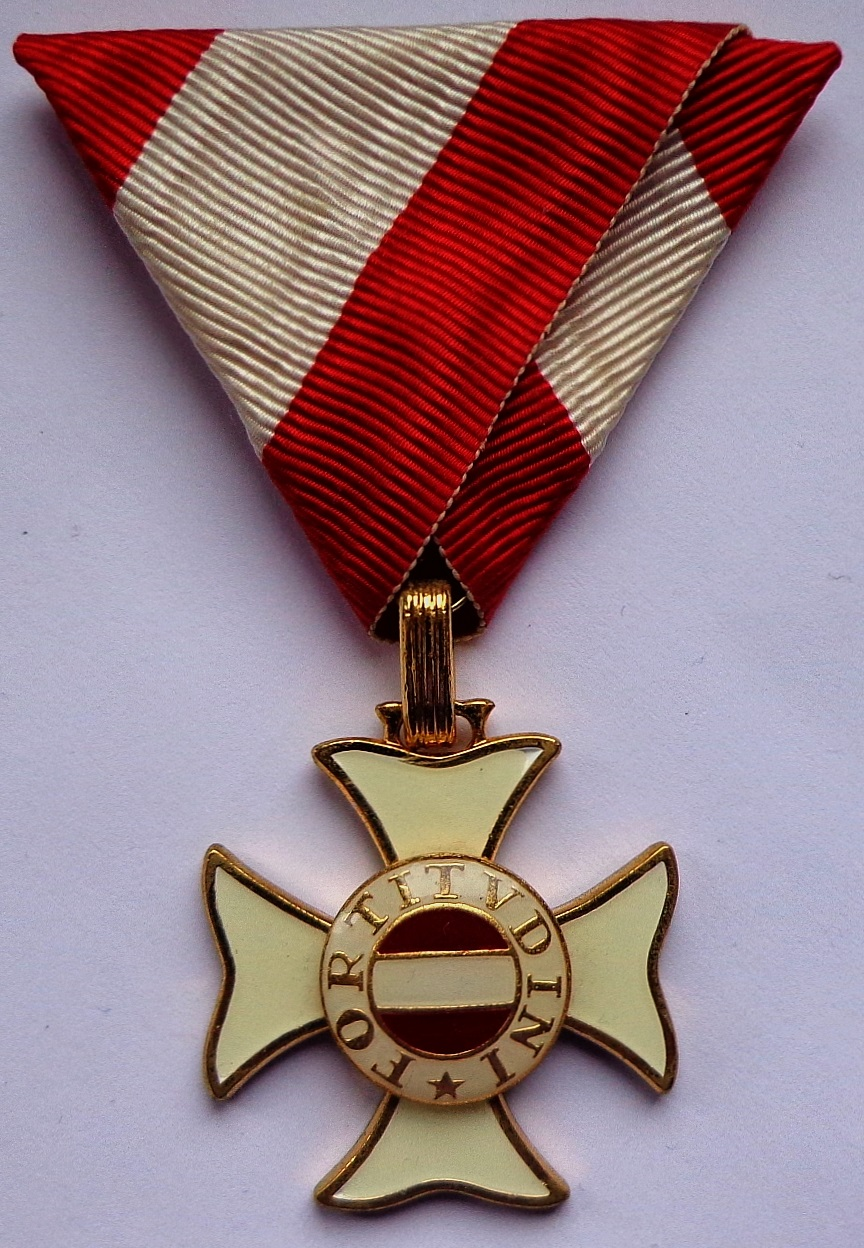
Ritterkreuz des Militär-Maria-Theresien-Ordens

Jakob erhielt im Laufe seines Lebens mehrere Orden für seine Verdienste, darunter im Jahre 1796 die SilberneTapferkeitsmedaille 1. Klasse, 1810 das Ritterkreuz des Militär-Maria-Theresia-Ordens, 1814 den Kaiserlich russischen St.-Anna-Orden 2. Klasse  sowie 1815 das Komturkreuz des königlich italienischen Ordens der Hl. Mauritius und Lazarus.
Die Stadt Wien benannte im Jahre 1911 die Lenkgasse im 22. Bezirk ihm zu Ehren.
Der Ausmusterungsjahrgang der Militärakademie Wiener Neustadt 2022 benannte sich nach ihm.

## Familie
Er heiratete zum ersten Mal am 26. November 1804 in Kolditz Wilhelmine Carlotta Scholl (* 21. März 1781 in Kolditz; † 3. November 1813 in Wien), Tochter eines k. k. Offiziers. Aus dieser Ehe entstammte Sohn (Nikolaus) Wilhelm Lenk von Wolfsberg, der gleichfalls in den Militärdienst eintrat und bis zum Feldzeugmeister aufstieg.
Jakob ehelichte beim zweiten Mal im Jahre 1820 Franziska, deren Nachname nicht verbürgt ist (* 27. Dezember 1800 in Prag; † 14. Oktober 1882 in Prag).
Aus dieser Ehe stammte Sohn August Lenk von Wolfsberg, der die Diplomatenlaufbahn beschritt.

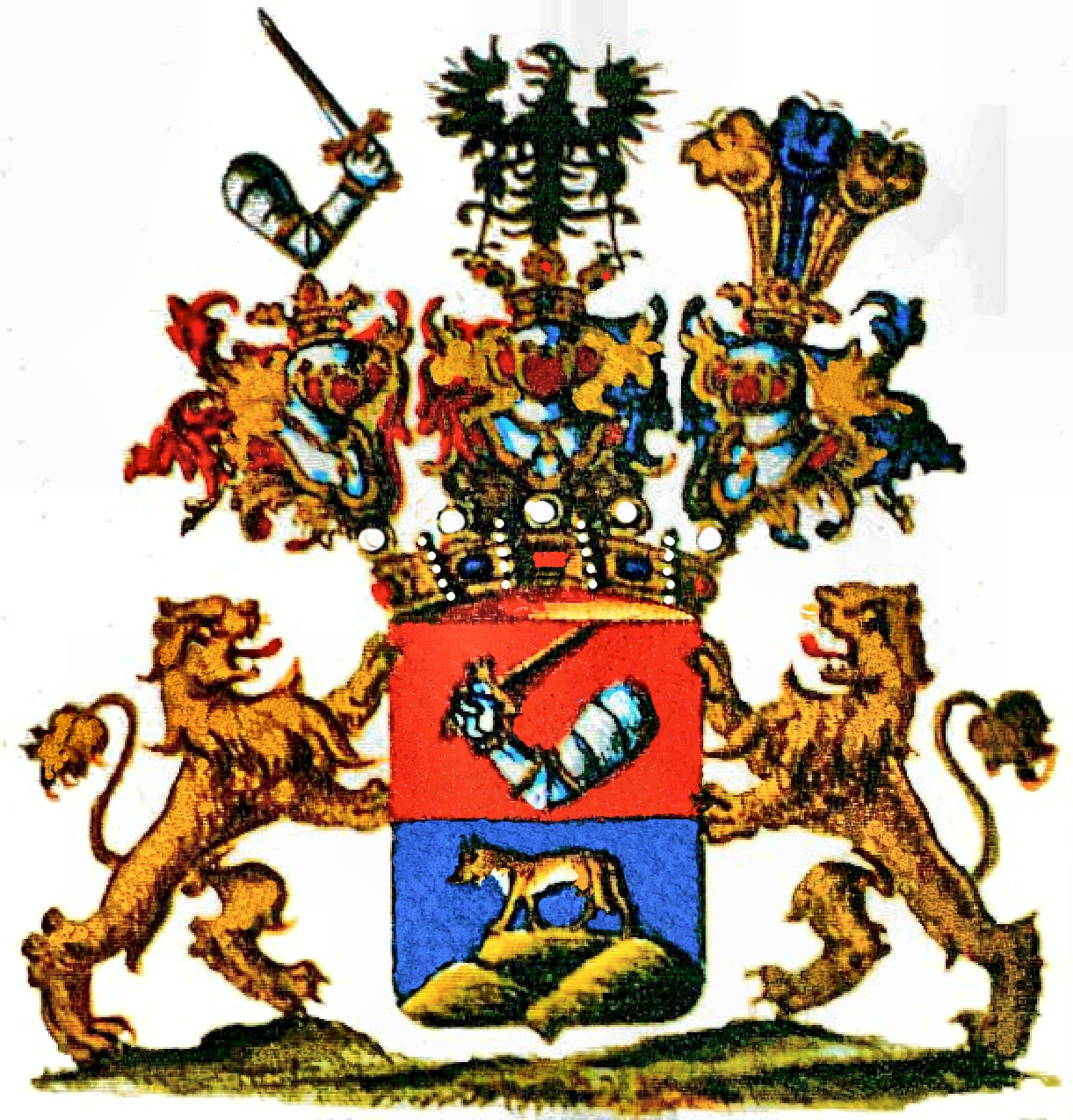
Wappen des Jakob Lenk Freiherren von Wolfsberg

## Wappen
1829: Schild rot und blau quergeteilt. Im oberen roten Felde ein gebogener, gold-geränderter, geharnischter Arm mit einem bloßen Schwerte in der Hand, Im unteren blauen Felde auf einem Berge von natürlicher Farbe ein rechtsgekehrter natürlicher Wolf. Auf dem Schilde ruht die Freiherrnkrone, auf welcher sich drei gekrönte Turnierhelme erheben. Die Krone des rechten Helms trägt den nach innen gekehrten Arm des oberen Feldes, jene des mittleren einen einfachen schwarzen Adler mit rot ausgeschlagener Zunge, ausgebreiteten Flügeln und von sich gestreckten Fängen; jene des linken Helms drei wallende Straußenfedern, eine blaue zwischen zwei silbernen. Die Helmdecken sind: die des mittleren rechts rot links blau, beiderseits mit Silber, jene des rechten Helms rot, jene des linken blau, beiderseits mit Silber belegt. Die Schildhalter sind zu beiden Seiten zwei aufrechtstehende goldene Löwen mit offenem Rachen, rotausgeschlagenen Zungen und über dem Rücken aufgeschlagenem Schwanze. 
Der Wahlspruch lautet: „Treu bis in den Tod.“

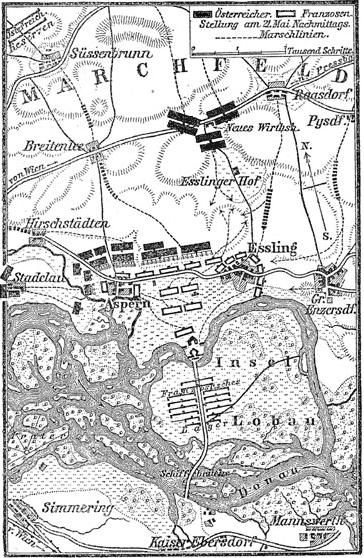
Schlacht bei Aspern am 21. Mai 1809 nachmittags

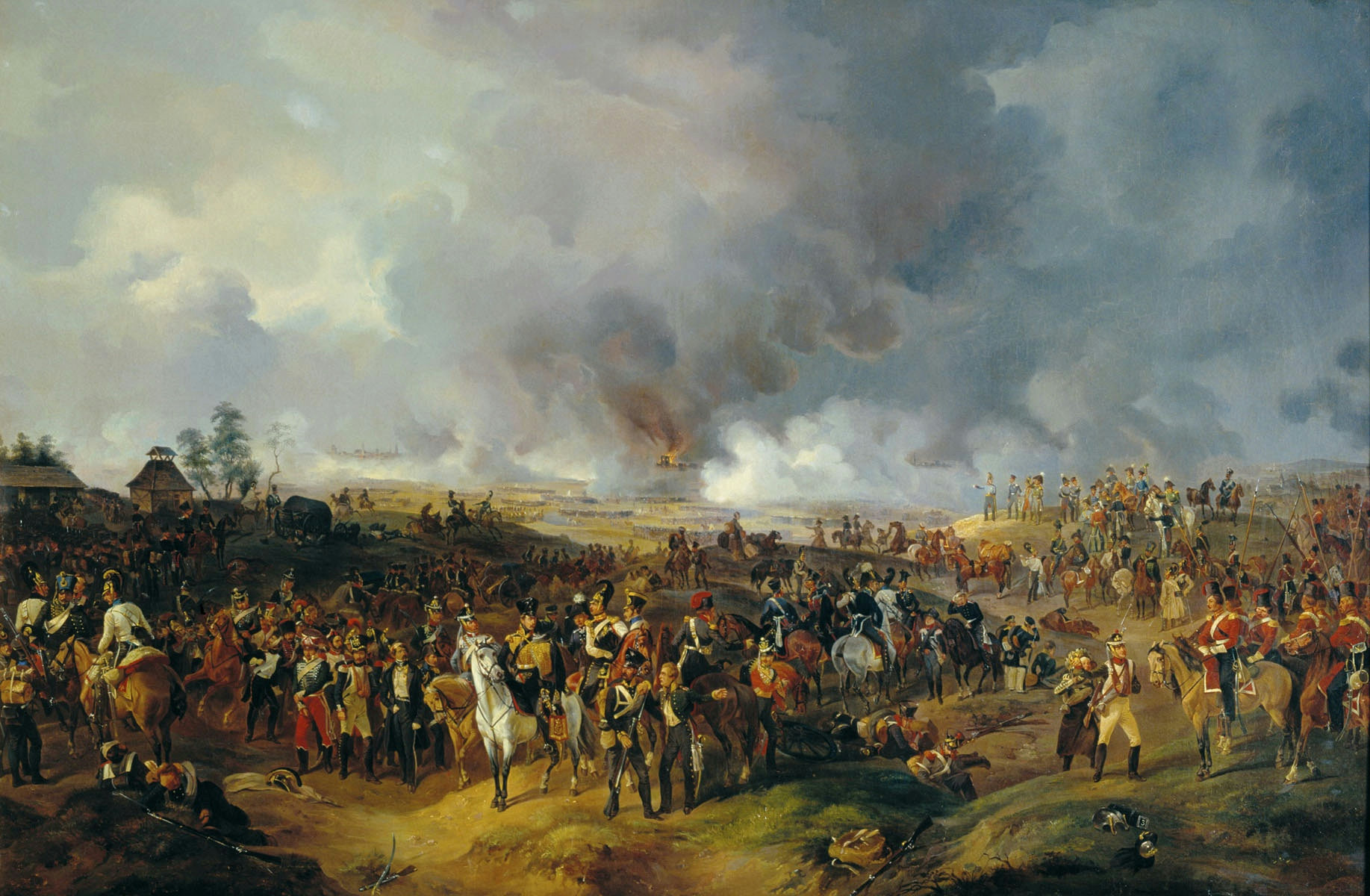
Schlacht von Leipzig 1813